# Leucit
Leucit, gelegentlich auch Leuzit geschrieben oder als Leukolith, Kali-Tonerde-Silikat oder auch Weißer Granat bezeichnet, ist ein eher selten vorkommendes Mineral aus der Mineralklasse der „Silikate und Germanate“ mit der chemischen Zusammensetzung K[AlSi2O6]. Strukturell gehört er zu den Gerüstsilikaten und dort zur Familie der Zeolithe.
Leucit ist dimorph, das heißt, er kommt bei gleicher chemischer Zusammensetzung in verschiedenen kristallinen Erscheinungsformen (Modifikationen) vor. Natürlich gebildeter Leucit kristallisiert bei über 900 °C zunächst im kubischen Kristallsystem (Hoch-Leucit) und wechselt dann bei einer Temperatur zwischen 600 und 700 °C ins tetragonale Kristallsystem (Tief-Leucit). Je nach Quelle wird auch eine Umwandlungstemperatur von 605 °C oder 630 °C genannt.
Leucit entwickelt überwiegend klar erkennbare Ikositetraeder-Kristalle (früher: Leucitoeder), kommt aber auch in Form körniger bis massiger Mineral-Aggregate vor. In reiner Form ist er farblos und durchsichtig. Durch vielfache Lichtbrechung aufgrund von Gitterbaufehlern oder polykristalliner Ausbildung bzw. polysynthetischer Zwillingsbildung kann er aber auch weiß erscheinen und durch Fremdbeimengungen eine graue oder gelbliche bis rötliche Farbe annehmen, wobei die Transparenz entsprechend abnimmt. Unverwitterte und klare Kristallflächen weisen einen glasähnlichen Glanz auf, Spalt- bzw. Bruchflächen auch Fettglanz. Die meisten Leucitkristalle sind jedoch aufgrund der Bildung von Zwillingslamellen bei der Umwandlung in Tief-Leucit matt weiß.

## Etymologie und Geschichte
Erstmals entdeckt wurde Leucit am Monte Somma in der italienischen Metropolitanstadt Neapel und beschrieben 1791 durch Abraham Gottlob Werner, der das Mineral aufgrund seiner häufig auftretenden weißen Farbe nach dem altgriechischen Wort λευκός leukós „weiß“ benannte.
Als Martin Heinrich Klaproth den Leucit 1797 analysierte, entdeckte er erstmals in einem Mineral das bisher ausschließlich als Produkt des Pflanzenreichs bekannte Kali (auch „Pflanzenalkali“) in Form der Pottasche.

## Klassifikation
In der veralteten 8. Auflage der Mineralsystematik nach Strunz gehörte der Leucit zur Mineralklasse der „Silikate“ und dort zur Abteilung „Gerüstsilikate (Tektosilikate)“, wo er gemeinsam mit Analcim, Hsianghualith, Pollucit und Wairakit in der „Analcim-Leucit-Gruppe“ mit der Systemnummer VIII/F.02 steht.
In der zuletzt 2018 überarbeiteten Lapis-Systematik nach Stefan Weiß, die formal auf der alten Systematik von Karl Hugo Strunz in der 8. Auflage basiert, erhielt das Mineral die System- und Mineralnummer VIII/J.05-010. Dies entspricht der Klasse der „Silikate“ und dort der Abteilung „Gerüstsilikate“, wo Leucit zusammen mit Ammonioleucit eine unbenannte Gruppe mit der Systemnummer VIII/J.05 bildet.
Die von der International Mineralogical Association (IMA) zuletzt 2009 aktualisierte 9. Auflage der Strunz’schen Mineralsystematik ordnet den Leucit in die Klasse der „Silikate und Germanate“ und dort in die Abteilung „Gerüstsilikate (Tektosilikate) mit zeolithischem H2O; Familie der Zeolithe“ ein. Hier ist das Mineral in der Unterabteilung „Ketten von einfach verbundenen Vierer-Ringen“ zu finden, wo es zusammen mit Ammonioleucit, Analcim, Hsianghualith, Lithosit, Pollucit und Wairakit die „Analcimgruppe“ mit der Systemnummer 9.GB.05 bildet.
In der vorwiegend im englischen Sprachraum gebräuchlichen Systematik der Minerale nach Dana hat Leucit die System- und Mineralnummer 76.02.02.01. Das entspricht der Klasse der „Silikate“ und dort der Abteilung „Gerüstsilikate: Al-Si-Gitter“. Hier findet er sich innerhalb der Unterabteilung „Gerüstsilikate: Al-Si-Gitter, Feldspatvertreter und verwandte Arten“ in der „Leucitgruppe“, in der auch Ammonioleucit eingeordnet ist.

## Kristallstruktur
Tief-Leucit kristallisiert tetragonal mit der Raumgruppe I41/a (Raumgruppen-Nr. 88) mit den Gitterparametern a = 13,05 Å und c = 13,75 Å sowie 16 Formeleinheiten pro Elementarzelle.
Hoch-Leucit kristallisiert kubisch in der Raumgruppe Ia3d (Nr. 230) mit dem Gitterparameter a = 13,43 Å sowie 16 Formeleinheiten pro Elementarzelle.

## Eigenschaften
Leucit allein ist vor dem Lötrohr auch auf Kohle unschmelzbar. Zusammen mit Borax wird er allerdings langsam aufgelöst, wobei sich eine klare Perle von hellbrauner Farbe bildet.
Von Salzsäure und Flusssäure wird Leucit aufgelöst, wobei die entstehende Kieselsäure in Salzsäure pulverartig ausfällt.
Unter dem Mikroskop zeigt Leucit häufig idiomorph achtkantige Umrisse, mitunter aber auch nur gerundete Formen. Aufgrund der niedrigen Lichtbrechung des Leucits können diese in einem Dünnschliff wie Löcher wirken. Typisch für Leucit ist das Auftreten orientierter Einschlüsse  (kleinere Kristalle, Glas) entlang ehemaliger Kristallaußenflächen (sogenannten "Schlackenkränzchen"). Unter gekreuzten Polarisationsfiltern zeigen sich häufig schwach doppelbrechende Zwillingslamellen, die in verschiedenen Feldern eines Kristalls unterschiedlich angeordnet sein können.

## Bildung und Fundorte

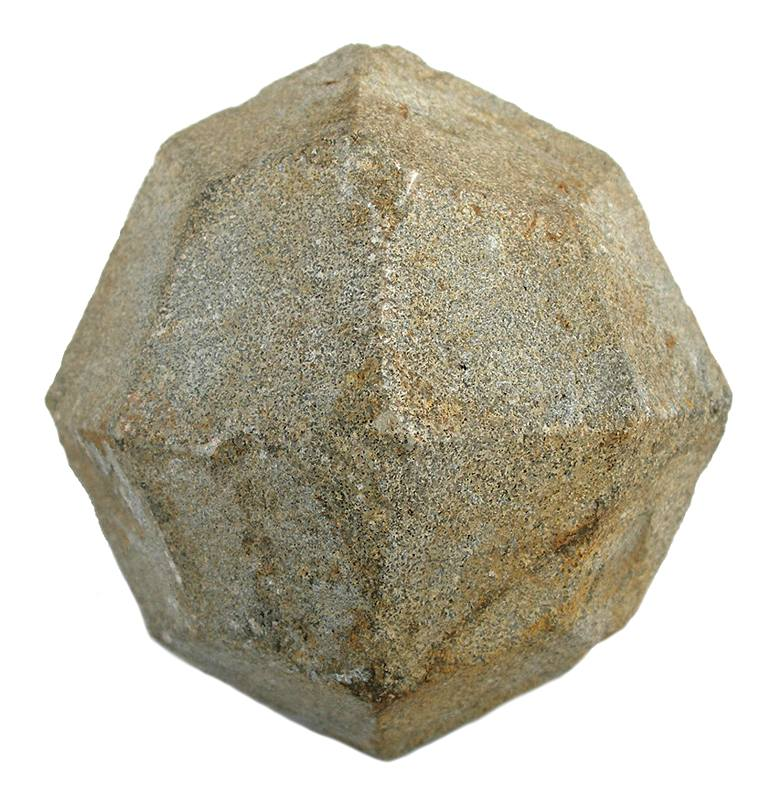
Vollentwickelte, perfekte Pseudomorphose von Orthoklas nach Leucit aus Oberwiesenthal, Sachsen (Größe: 6,4 × 5,7 × 5,5 cm)

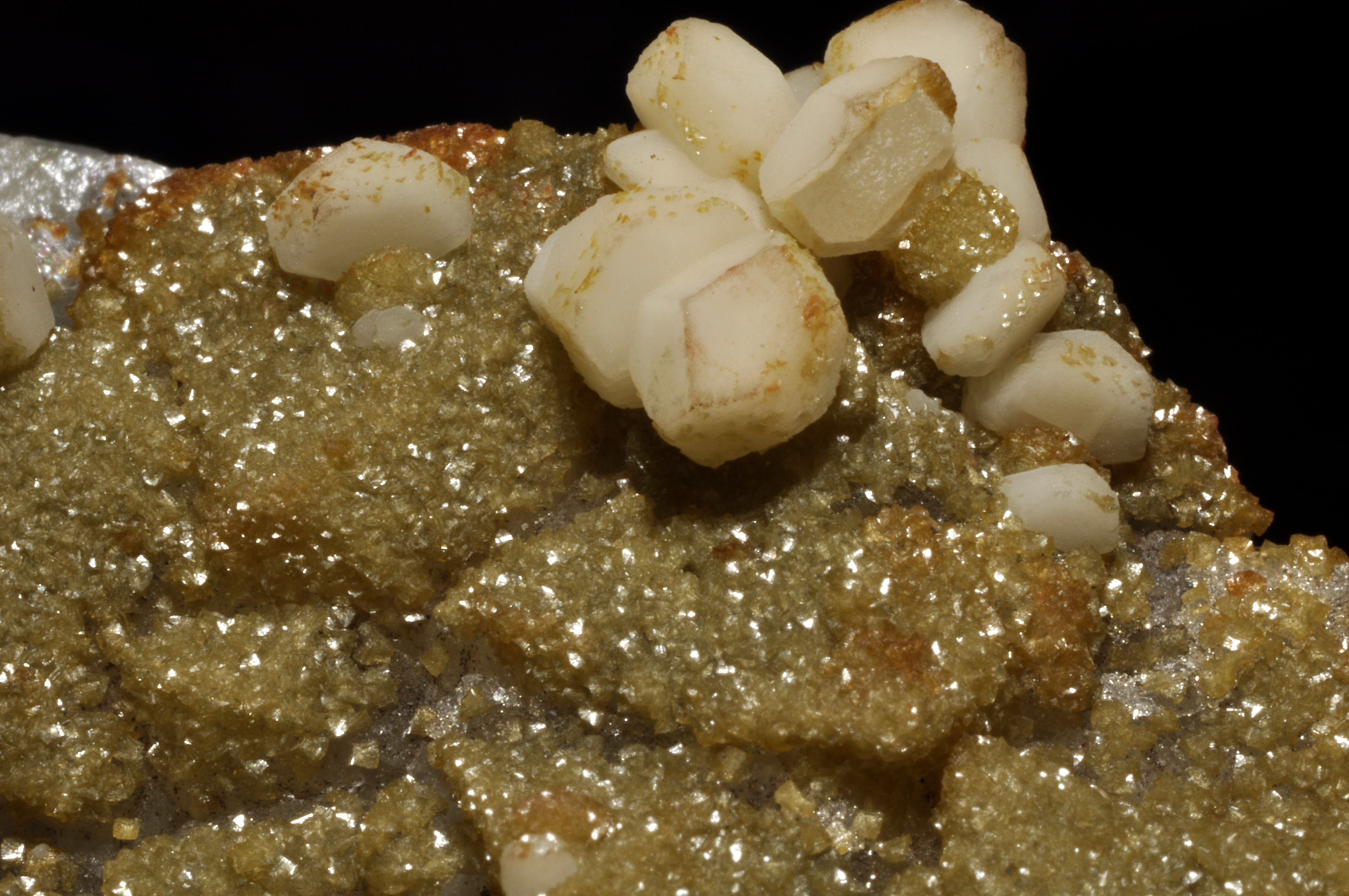
Leucitkristalle auf Quarz aus Karbi Anglong, Assam, Indien

Leucit ist ein typisches magmatisches Hochtemperaturmineral und bildet sich bei Erstarrung alkalireicher SiO2-armer Laven. Gesteinsbildend ist er als Leucitphonolit, Leucitophyr und Leucitbasalt bekannt. Dort tritt er in Paragenese vor allem zusammen mit Analcim, Augit, Biotit, Kalsilit, Labradorit, Mikroklin, Montmorillonit, Natrolith, Nephelin, Olivin und Orthoklas auf. Zudem finden sich auch Pseudomorphosen von Orthoklas nach Leucit. Da er wie Nephelin SiO2-arm ist, kommt er nie neben Quarz vor, da dieser ein Anzeichen für SiO2-Überschuss im Gestein ist.
Als eher seltene Mineralbildung kann Leucit an verschiedenen Fundorten zum Teil zwar reichlich vorhanden sein, insgesamt ist er aber wenig verbreitet. Als bekannt gelten bisher (Stand 2013) rund 190 Fundorte. Neben seiner Typlokalität Monte Somma trat das Mineral in Italien noch an mehreren Orten der Gemeinde Roccamonfina, am Vesuv und auf der Insel Procida in Kampanien; in der Grotta del Cervo nahe Carsoli in den Abruzzen; am Monte Vulture in Basilikata; bei Paola in Kalabrien; an vielen Stellen in den Provinzen Rom und Viterbo in Latium; am Ätna auf Sizilien; bei Pitigliano in der Toskana sowie bei Spoleto, San Venanzo und Orvieto in Umbrien auf.
In Deutschland konnte das Mineral unter anderem bei Maleck, am Titisee und am Eichberg bei Oberrotweil in Baden-Württemberg; an der Zinster Kuppe bei Kemnath und am Zeilberg in Bayern gefunden werden. In Hessen kommt Leucit auf den Schlackenhalden der Hessenhütte im Richelsdorfer Gebirge und an zahlreichen Stellen im Vogelsberg vor: So in den Nephelindoleriten von Meiches als xenomorphe, gelblichweiße Massen, daneben häufig als gesteinsbildendes, nur mikroskopisch oder röntgenographisch nachweisbares Mineral, etwa bei Watzenborn-Steinberg, in einem Basalt-Steinbruch bei Gonterskirchen und bei Ettingshausen. Leucit konnte auch an vielen Orten in der rheinland-pfälzischen Eifel wie beispielsweise in der Umgebung von Andernach, Hillesheim, des Laacher Sees und Mendig gefunden werden.
In Österreich kennt man Leucit bisher nur vom Stradner Kogel bei Merkendorf-Wilhelmsdorf und von einem Basalt-Steinbruch bei Klöch in der Steiermark.
Der bisher einzige bekannte Fundort in der Schweiz ist Reiat im Kanton Schaffhausen.
Bekannt aufgrund außergewöhnlicher Leucitfunde sind unter anderem der Vesuv in Italien und der Laacher See in Deutschland, wo gut entwickelte Kristalle von mehreren Zentimetern Durchmesser gefunden wurden.
Weitere bisher bekannte Fundorte liegen unter anderem in der Antarktis, Argentinien, Aserbaidschan, Australien, Brasilien, Cape Verde, China, Frankreich und Französisch-Polynesien, Grönland, Indien, Japan, Kamerun, Kanada, der Demokratischen Republik Kongo, Madagaskar, Namibia, Norwegen, Paraguay, Polen, Rumänien, Russland, Schweden, der Slowakei, Spanien, Südafrika, Südkorea, Tansania, Tschechien, der Türkei, Ungarn und in den Vereinigten Staaten von Amerika (USA).

## Verwendung

### Als Rohstoff
Leucitgesteine dienen in einigen Ländern wie z. B. Italien als Rohstoff zur Gewinnung von Kalium und Aluminium.
In der Zahnmedizin dient Leucit als Grundstoff zur Erzeugung von Keramiken für Zahnersatz wie Inlays und Teilkronen. Er kann in einem speziellen Verfahren gepresst werden und ist damit eine Alternative zu Zirkoniumoxid, welches gefräst werden muss.

### Als Schmuckstein
Gelegentlich wird Leucit von Sammlern und Hobbyschleifern auch zu Schmucksteinen verarbeitet, wobei er überwiegend einen Facettenschliff erhält.